# LOS40 Music Awards
I LOS40 Music Awards (già noti come Premios 40 Principales) sono il più importante premio musicale per gli artisti di lingua spagnola, anche se durante tutte le edizioni ci sono state esibizioni speciali da parte di artisti internazionali come i Tokio Hotel, Shakira, Beyoncé, Take That, James Blunt, Robbie Williams e tanti altri.
Istituiti nel 2006 per celebrare i 40 anni dell'omonima stazione radiofonica, all'inizio erano riservati solo ad artisti spagnoli; a partire dalla 2ª edizione è diventato un premio anche per artisti sudamericani, mentre dal 2008 si è aggiunta una terza categoria, quella per gli artisti stranieri. Nel 2016, per celebrare i 50 anni di Los 40, la manifestazione cambia nome nell'attuale LOS40 Music Awards.
I premi vengono consegnati durante una serata di gala al Palacio de los Deportes di Madrid, i cui fondi sono destinati a fini benefici. L'assegnazione avviene tramite votazione popolare tra gli ascoltatori della stazione radiofonica.

## Categorie

### Nazionale spagnola
- Miglior duo o gruppo musicale
- Miglior album
- Miglior canzone
- Miglior artista solista
- Miglior tournée o concerto
- Miglior video clip
- Miglior artista rivelazione

### Latino-americana
- Miglior artista messicano
- Miglior artista colombiano
- Miglior artista del Guatemala
- Miglior artista della Costa Rica
- Miglior artista argentino
- Miglior artista del Cile
- Miglior artista di Panama
- Miglior artista ecuadoriano

### Internazionale
- Miglior artista di lingua spagnola
- Miglior canzone in lingua spagnola
- Miglior artista di lingua straniera
- Miglior canzone in lingua straniera

## Edizioni
| Anno | Data             | Luogo                                         | Città            |
| ---- | ---------------- | --------------------------------------------- | ---------------- |
| 2006 | 16 dicembre 2006 | Palacio de Deportes de la Comunidad de Madrid | Madrid           |
| 2007 | 14 dicembre 2007 | Palacio de Deportes de la Comunidad de Madrid | Madrid           |
| 2008 | 12 dicembre 2008 | Palacio de Deportes de la Comunidad de Madrid | Madrid           |
| 2009 | 11 dicembre 2009 | Palacio de Deportes de la Comunidad de Madrid | Madrid           |
| 2010 | 10 dicembre 2010 | Palacio de Deportes de la Comunidad de Madrid | Madrid           |
| 2011 | 9 dicembre 2011  | Palacio de Deportes de la Comunidad de Madrid | Madrid           |
| 2012 | 24 gennaio 2013  | Palacio de Deportes de la Comunidad de Madrid | Madrid           |
| 2013 | 12 dicembre 2013 | Palacio de Deportes de la Comunidad de Madrid | Madrid           |
| 2014 | 12 dicembre 2014 | Palacio de Deportes de la Comunidad de Madrid | Madrid           |
| 2015 | 11 dicembre 2015 | Palacio de Deportes de la Comunidad de Madrid | Madrid           |
| 2016 | 1 dicembre 2016  | Palau Sant Jordi                              | Barcellona       |
| 2017 | 10 novembre 2017 | Palacio de Deportes de la Comunidad de Madrid | Madrid           |
| 2018 | 2 novembre 2018  | Palacio de Deportes de la Comunidad de Madrid | Madrid           |
| 2019 | 8 novembre 2019  | Palacio de Deportes de la Comunidad de Madrid | Madrid           |
| 2020 | 5 dicembre 2020  | Instalaciones Fluge                           | Madrid           |
| 2021 | 12 novembre 2021 | Velòdrom Illes Balears                        | Palma di Maiorca |
| 2022 | 4 novembre 2022  | Palacio de Deportes de la Comunidad de Madrid | Madrid           |
| 2023 | 3 novembre 2023  | Palacio de Deportes de la Comunidad de Madrid | Madrid           |
| 2024 | 8 novembre 2024  | Palau Sant Jordi                              | Barcellona       |

## Statistiche

### Artisti più premiati
| Artista              | 2006 | 2007 | 2008 | 2009 | 2010 | 2011 | 2012 | 2013 | 2014 | 2015 | 2016 | 2017 | 2018 | 2019 | 2020 | 2021 | 2022 | Totale |
| -------------------- | ---- | ---- | ---- | ---- | ---- | ---- | ---- | ---- | ---- | ---- | ---- | ---- | ---- | ---- | ---- | ---- | ---- | ------ |
| Pablo Alborán        | -    | -    | -    | -    | -    | 1    | 2    | 3    | -    | 2    | -    | -    | 2    | -    | 1    | 1    | -    | 12     |
| Shakira              | 2    | -    | -    | 2    | 1    | 2    | 1    | -    | -    | -    | 2    | -    | -    | -    | -    | -    | 1    | 11     |
| Alejandro Sanz       | -    | -    | -    | -    | 2    | -    | 3    | 1    | -    | 2    | -    | 1    | 1    | -    | -    | -    | -    | 10     |
| El Canto del Loco    | 3    | -    | 5    | -    | -    | -    | -    | -    | -    | -    | -    | -    | -    | -    | -    | -    | -    | 8      |
| David Bisbal         | 2    | -    | -    | -    | -    | -    | -    | -    | 2    | -    | -    | -    | 1    | -    | 2    | -    | -    | 7      |
| Ed Sheeran           | -    | -    | -    | -    | -    | -    | -    | -    | 1    | -    | -    | 2    | -    | -    | -    | 4    | -    | 7      |
| Dani Martín          | -    | -    | -    | -    | 1    | -    | -    | 1    | -    | -    | 1    | -    | 1    | -    | 1    | 1    | -    | 6      |
| Juanes               | -    | 2    | 2    | -    | -    | -    | -    | -    | -    | -    | 2    | -    | -    | -    | -    | -    | 1    | 6      |
| Dua Lipa             | -    | -    | -    | -    | -    | -    | -    | -    | -    | -    | -    | -    | 3    | -    | 2    | -    | 1    | 6      |
| Aitana               | -    | -    | -    | -    | -    | -    | -    | -    | -    | -    | -    | -    | 1    | 1    | 2    | 1    | 1    | 6      |
| Malú                 | -    | -    | -    | -    | -    | 1    | -    | 1    | 3    | -    | -    | -    | -    | -    | -    | -    | -    | 5      |
| Melendi              | -    | 2    | 1    | -    | -    | -    | -    | -    | -    | -    | -    | -    | 2    | -    | -    | -    | -    | 5      |
| David Guetta         | -    | -    | -    | -    | -    | -    | 1    | -    | -    | -    | -    | -    | 2    | -    | -    | -    | 2    | 5      |
| Maldita Nerea        | -    | -    | -    | -    | 3    | 1    | -    | -    | -    | -    | -    | -    | -    | -    | -    | -    | -    | 4      |
| One Direction        | -    | -    | -    | -    | -    | -    | 1    | 1    | 2    | -    | -    | -    | -    | -    | -    | -    | -    | 4      |
| J Balvin             | -    | -    | -    | -    | -    | 1    | -    | -    | -    | -    | 1    | 1    | -    | 1    | -    | -    | -    | 4      |
| Maluma               | -    | -    | -    | -    | -    | -    | -    | -    | -    | -    | 1    | 1    | -    | -    | 2    | -    | -    | 4      |
| Morat                | -    | -    | -    | -    | -    | -    | -    | -    | -    | -    | 1    | -    | 1    | -    | 1    | -    | 1    | 4      |
| Rosalía              | -    | -    | -    | -    | -    | -    | -    | -    | -    | -    | -    | -    | -    | 2    | -    | -    | 2    | 4      |
| Ava Max              | -    | -    | -    | -    | -    | -    | -    | -    | -    | -    | -    | -    | -    | 1    | 1    | -    | 2    | 4      |
| Leiva                | -    | -    | -    | -    | -    | -    | -    | -    | 1    | -    | 1    | -    | -    | 1    | -    | -    | 1    | 4      |
| Manuel Carrasco      | -    | -    | -    | -    | -    | -    | -    | -    | -    | -    | 2    | -    | -    | 1    | -    | -    | 1    | 4      |
| U2                   | -    | -    | -    | 1    | -    | -    | -    | -    | -    | -    | -    | 2    | -    | -    | -    | -    | -    | 3      |
| Enrique Iglesias     | -    | -    | -    | -    | -    | 2    | -    | -    | 1    | -    | -    | -    | -    | -    | -    | -    | -    | 3      |
| La Oreja de Van Gogh | 1    | -    | -    | -    | -    | 1    | 1    | -    | -    | -    | -    | -    | -    | -    | -    | -    | -    | 3      |
| La Quinta Estación   | -    | 3    | -    | -    | -    | -    | -    | -    | -    | -    | -    | -    | -    | -    | -    | -    | -    | 3      |
| Maná                 | -    | 1    | -    | -    | -    | 1    | -    | -    | -    | -    | 1    | -    | -    | -    | -    | -    | -    | 3      |
| Carlos Jean          | -    | -    | -    | -    | 1    | 1    | -    | -    | -    | -    | -    | -    | -    | 1    | -    | -    | -    | 3      |
| Pablo López          | -    | -    | -    | -    | -    | -    | -    | 1    | -    | -    | 1    | -    | 1    | -    | -    | -    | -    | 3      |
| Sia                  | -    | -    | -    | -    | -    | -    | -    | -    | -    | -    | 2    | -    | 1    | -    | -    | -    | -    | 3      |
| C. Tangana           | -    | -    | -    | -    | -    | -    | -    | -    | -    | -    | -    | 1    | -    | -    | 1    | 1    | -    | 3      |
| Lola Índigo          | -    | -    | -    | -    | -    | -    | -    | -    | -    | -    | -    | -    | -    | 1    | -    | 1    | 1    | 3      |
| Sebastián Yatra      | -    | -    | -    | -    | -    | -    | -    | -    | -    | -    | -    | -    | -    | -    | -    | 2    | 1    | 3      |
| Rauw Alejandro       | -    | -    | -    | -    | -    | -    | -    | -    | -    | -    | -    | -    | -    | -    | -    | 2    | 1    | 3      |
| Auryn                | -    | -    | -    | -    | -    | -    | 1    | 1    | -    | -    | -    | -    | -    | -    | -    | -    | -    | 2      |
| Black Eyed Peas      | -    | -    | -    | 2    | -    | -    | -    | -    | -    | -    | -    | -    | -    | -    | -    | -    | -    | 2      |
| Coldplay             | -    | -    | 1    | -    | -    | -    | -    | -    | -    | -    | 1    | -    | -    | -    | -    | -    | -    | 2      |
| Ellie Goulding       | -    | -    | -    | -    | -    | -    | -    | -    | -    | 2    | -    | -    | -    | -    | -    | -    | -    | 2      |
| Jason Derulo         | -    | -    | -    | -    | -    | -    | -    | -    | 1    | -    | 1    | -    | -    | -    | -    | -    | -    | 2      |
| Lady Gaga            | -    | -    | -    | -    | 2    | -    | -    | -    | -    | -    | -    | -    | -    | -    | -    | -    | -    | 2      |
| Love of Lesbian      | -    | -    | -    | -    | -    | -    | -    | -    | -    | -    | 2    | -    | -    | -    | -    | -    | -    | 2      |
| Pereza               | -    | 1    | -    | 1    | -    | -    | -    | -    | -    | -    | -    | -    | -    | -    | -    | -    | -    | 2      |
| Pitbull              | -    | -    | -    | -    | -    | 1    | 1    | -    | -    | -    | -    | -    | -    | -    | -    | -    | -    | 2      |
| Wisin                | -    | -    | -    | -    | -    | -    | -    | -    | 1    | -    | -    | -    | 1    | -    | -    | -    | -    | 2      |
| Anitta               | -    | -    | -    | -    | -    | -    | -    | -    | -    | -    | -    | -    | -    | 1    | -    | -    | 1    | 2      |
| Camilo               | -    | -    | -    | -    | -    | -    | -    | -    | -    | -    | -    | -    | -    | -    | 1    | -    | 1    | 2      |
| Ana Mena             | -    | -    | -    | -    | -    | -    | -    | -    | -    | -    | -    | -    | -    | -    | -    | 1    | 1    | 2      |
| Nicki Nicole         | -    | -    | -    | -    | -    | -    | -    | -    | -    | -    | -    | -    | -    | -    | -    | 1    | 1    | 2      |

### Premi per paesi
| Paese       | 2006 | 2007 | 2008 | 2009 | 2010 | 2011 | 2012 | 2013 | 2014 | 2015 | 2016 | 2017 | 2018 | 2019 | 2020 | 2021 | 2022 | Totale |
| ----------- | ---- | ---- | ---- | ---- | ---- | ---- | ---- | ---- | ---- | ---- | ---- | ---- | ---- | ---- | ---- | ---- | ---- | ------ |
| Spagna      | 7    | 6    | 7    | 7    | 7    | 6    | 7    | 8    | 8    | 7    | 9    | 6    | 9    | 10   | 6    | 7    | 14   | 133    |
| Colombia    | 2    | 3    | 3    | 3    | 2    | 2    | 2    | -    | -    | -    | 7    | 3    | 1    | 1    | 5    | 2    | 6    | 42     |
| Regno Unito | 1    | -    | 1    | -    | -    | -    | 2    | 3    | 4    | 3    | 3    | 4    | 4    | 3    | 2    | 5    | 4    | 39     |
| Stati Uniti | -    | 2    | 1    | 3    | 3    | 1    | 2    | 3    | 1    | 1    | 1    | 3    | -    | 4    | 2    | 1    | 3    | 31     |
| Messico     | -    | 1    | 2    | 1    | 2    | 2    | -    | -    | -    | -    | 1    | -    | 1    | 1    | -    | -    | -    | 11     |
| Argentina   | -    | 1    | 1    | 1    | 1    | 1    | -    | -    | -    | -    | -    | -    | -    | -    | -    | 1    | 5    | 11     |
| Porto Rico  | -    | -    | -    | -    | -    | 1    | -    | 1    | 1    | -    | -    | 2    | 1    | -    | -    | 3    | 1    | 9      |
| Francia     | -    | -    | -    | -    | -    | 1    | 1    | -    | -    | -    | 1    | 1    | 2    | -    | 1    | -    | 2    | 9      |
| Costa Rica  | -    | 1    | 1    | 1    | 1    | 1    | -    | -    | -    | -    | -    | -    | -    | -    | -    | -    | -    | 5      |
| Cile        | -    | 1    | 1    | 1    | 1    | 1    | -    | -    | -    | -    | -    | -    | -    | -    | -    | -    | -    | 5      |
| Guatemala   | -    | 1    | 1    | 1    | 1    | 1    | -    | -    | -    | -    | -    | -    | -    | -    | -    | -    | -    | 5      |
| Panama      | -    | -    | 1    | 1    | 1    | 1    | -    | -    | -    | -    | 1    | -    | -    | -    | -    | -    | -    | 5      |
| Canada      | -    | 1    | 1    | -    | -    | -    | -    | -    | -    | -    | 2    | -    | -    | -    | 1    | -    | -    | 5      |
| Ecuador     | -    | -    | 1    | 1    | 1    | 1    | -    | -    | -    | -    | -    | -    | -    | -    | -    | -    | -    | 4      |
| Cuba        | -    | -    | -    | -    | -    | 1    | 1    | -    | -    | 1    | -    | 1    | -    | -    | -    | -    | 1    | 4      |
| Australia   | -    | -    | -    | -    | -    | -    | -    | -    | -    | -    | 2    | -    | 1    | -    | 1    | -    | -    | 4      |
| Irlanda     | -    | -    | -    | 1    | -    | -    | -    | -    | -    | -    | -    | 2    | -    | -    | -    | -    | -    | 3      |
| Portogallo  | -    | 1    | -    | -    | -    | 1    | -    | -    | -    | -    | -    | -    | -    | -    | -    | -    | -    | 2      |
| Norvegia    | -    | -    | -    | -    | -    | -    | -    | -    | -    | 1    | -    | 1    | -    | -    | -    | -    | -    | 2      |
| Brasile     | -    | -    | -    | -    | -    | -    | -    | -    | -    | -    | -    | -    | -    | 1    | -    | -    | 1    | 2      |
| Haiti       | 1    | -    | -    | -    | -    | -    | -    | -    | -    | -    | -    | -    | -    | -    | -    | -    | -    | 1      |
| Barbados    | -    | 1    | -    | -    | -    | -    | -    | -    | -    | -    | -    | -    | -    | -    | -    | -    | -    | 1      |
| Giamaica    | -    | -    | -    | -    | -    | -    | -    | -    | -    | -    | 1    | -    | -    | -    | -    | -    | -    | 1      |
| Italia      | -    | -    | -    | -    | -    | -    | -    | -    | -    | -    | -    | -    | -    | 1    | -    | -    | -    | 1      |
| Svezia      | -    | -    | -    | -    | -    | -    | -    | -    | -    | -    | -    | -    | -    | -    | 1    | -    | -    | 1      |
| Germania    | -    | -    | -    | -    | -    | -    | -    | -    | -    | -    | -    | -    | -    | -    | -    | 1    | -    | 1      |

## Esibizioni
| Anno | Artisti (in ordine cronologico) |
| ---- | --- |
| 2006 | Dover Jamelia David Bisbal Moby & Amaral Lucie Silvas Paulina Rubio |
| 2007 | Tokio Hotel El Sueño de Morfeo Nek & El Sueño de Morfeo Chenoa Pereza Natasha Bedingfield Conchita Motel |
| 2008 | Kate Ryan Estopa The Cabriolets Take That Rosario Beatriz Luengo Keane Beyoncé Nena Daconte Craig David (featuring Álex Ubago ) El Canto del Loco |
| 2009 | Robbie Williams Carlos Baute & Marta Sánchez Amaia Montero Macaco Alesha Dixon Estopa Teen Angels Paulina Rubio James Morrison (featuring Nelly Furtado ) Nelly Furtado David Bisbal Pixie Lott Mika Shakira |
| 2010 | Kylie Minogue Edward Maya & Vika Jigulina Maldita Nerea Melendi Ricky Martin Nena Daconte Inna Dani Martín Oceana Robert Ramírez Juanes Macaco Alejandro Sanz Kesha |
| 2011 | Enrique Iglesias Alexandra Stan The Wanted Amaia Montero El Pescao Marta Sánchez Juan Magán La Oreja de Van Gogh Pablo Alborán & Malú Mohombi Shakira Jessie J Carlos Jean (featuring La Oreja de Van Gogh , El Pescao & Electric Nana) |
| 2012 | Pitbull Cali & El Dandee La Oreja de Van Gogh Auryn Pablo Alborán José de Rico & Henry Mendez Alejandro Sanz Maldita Nerea Alicia Keys (featuring Alejandro Sanz ) Taylor Swift David Guetta (featuring Taped Rai ) |
| 2013 | Ricky Martin Malú Efecto Pasillo James Arthur Auryn Antonio Orozco Naughty Boy Melendi Jesse & Joy & Pablo Alborán Olly Murs (featuring Edurne ) Dani Martín Estopa Imagine Dragons Pablo López John Newman |
| 2014 | Midnight Red Leiva Inna Pablo Alborán Sweet California Cris Cab Malú Maldita Nerea One Direction David Bisbal Birdy Dvicio Melendi The Vamps Wisin |
| 2015 | Gente de Zona Lost Frequencies , Lea Rue & Janieck Devy Walk the Moon Abraham Mateo Macaco Juan Magán Auryn Dasoul Álvaro Soler Ellie Goulding Madcon Pablo Alborán Sweet California & Madcon Pablo López & Juanes Jasmine Thompson & Francesco Yates J Balvin                                                                                   |
| 2016 | David Bisbal Juanes J Balvin & Bia Kungs Sidonie Manuel Carrasco Maluma Fangoria Leiva Maná Dani Martín Jason Derulo Morat Little Mix Miss Caffeina Juan Magán Robbie Williams |
| 2017 | Luis Fonsi Leiva Camila Cabello Malú Thirty Seconds to Mars Pablo Alborán Portugal. The Man Rag'n'Bone Man Morat & Álvaro Soler Alejandro Sanz Anne-Marie Vanesa Martín & Leiva C. Tangana Kygo (featuring Justin Jesso & Conrad Sewell ) |
| 2018 | David Guetta (featuring Anne-Marie & Bebe Rexha ) Eleni Foureira Melendi Sofía Reyes Dani Martín Piso 21 Pablo López David Bisbal Bazzi Rosalía Ana Guerra & Aitana Tom Walker Bebe Rexha Malú Anne-Marie Pablo Alborán (featuring Piso 21 ) Dua Lipa (featuring Pablo Alborán )                                                                 |
| 2019 | Jonas Brothers (featuring Sebastián Yatra ) Mabel Manuel Carrasco Leiva Beret & Sofía Reyes Sofía Reyes & Anitta Anitta Sam Smith Amaral Pedro Capó Becky G Dvicio & Taburete Vanesa Martín Ava Max Don Patricio Lola Índigo & Don Patricio Aitana & Lola Índigo Nicky Jam Pablo Alborán & Ava Max Rosalía                                       |
| 2020 | Natalia Lacunza Aitana David Bisbal C. Tangana , Niño de Elche & La Húngara Camilo Pablo Alborán David Otero & Taburete Nil Moliner & Dani Fernández Nea Pablo López ELE Tones and I Ana Mena , Rocco Hunt & Fred De Palma Bombai & Ana Guerra Lola Índigo Dani Martín Beret & Pablo Alborán Dua Lipa Maluma Carlos Tarque                       |
| 2021 | Hombres G Dani Martín Lola Índigo Leiva & Ximena Sariñana Ed Sheeran Griff Pablo Alborán , Aitana & Álvaro de Luna Justin Quiles Nicki Nicole Sebastián Yatra Marc Seguí Ana Mena & Rocco Hunt Melendi Aitana Beret Álvaro Soler Topic & A7S |
| 2022 | Rosalía Sebastián Yatra Chanel Terrero Manuel Turizo Danny Ocean Tiago PZK Manuel Carrasco Aitana (featuring Sangiovanni ) María Becerra Marc Seguí Lola Índigo & María Becerra Leo Rizzi Leiva Anitta Dani Fernández Morat Yungblud Ana Mena (featuring Abraham Mateo ) Ava Max David Guetta & Becky Hill                                       |
| 2023 | Ozuna Emilia Mernes Camilo (featuring Evaluna Montaner ) Vicco María Becerra Abraham Mateo Lola Índigo Álvaro de Luna Take That Ana Mena Rels B Tom Odell Shakira Manuel Turizo Álvaro Soler Loreen Chanel Terrero (featuring Maikel Delacalle ) e (featuring Abraham Mateo ) Nil Moliner David Bisbal Saiko Aitana Feid (featuring Young Miko ) |
| 2024 | Maluma Estopa Teddy Swims Rauw Alejandro Annalisa Saiko Abraham Mateo (featuring Naiara ) Benson Boone Kapo Lola Índigo Ana Mena Myke Towers Dani Fernández Bad Gyal Álvaro de Luna Marlon Manuel Turizo (featuring Kapo ) e (featuring Lola Índigo )                                                                                            |